# 41-es busz (Budapest)
A budapesti 41-es jelzésű autóbusz a Kosztolányi Dezső tér és Budafok, Vincellér út között közlekedett. A vonalat a Budapesti Közlekedési Zrt., majd alvállalkozóként a VT-Transman üzemeltette.

## Története
1948. október 31-étől 1949. június 19-éig Kőbányán jártak 41-es jelzésű buszok (Zalka Máté tér és az Új köztemető, illetve a Maglódi út között).
1950. június 5-én a Kelenföldi pályaudvar és Kelenvölgy, Völgy utca között indult újra. 5 éven belül többször is meghosszabbították, először a Hegyalja utcáig, majd az Állvány utcáig, végül 1955. november 23-án a Kecskeméti utcáig. 1969. december 1-jétől a Kosztolányi Dezső tértől közlekedett az Őrmezői lakótelep érintésével, a Kelenföldi pályaudvartól az Andor utcáig 41Y jelzéssel indították új járatot. 1992. november 30-án megszűnt a 172-es busz, a kimaradt megállókat a 41-es pótolta, ezért útvonala az Egérútnak az Olajbogyó utca és Péterhegyi út közötti 1988-ban elkészült első szakaszán keresztül meghosszabbodott a budafoki Vincellér útig, a kelenvölgyi betérés megtartásával.
2008. szeptember 6-án összevonták az 50-es busszal és 150-es jelzéssel közlekedett tovább a Kosztolányi Dezső tér és Budatétény vasútállomás (Campona) között.

## Járművek
A viszonylaton korábban Ikarus 260-asok közlekedtek, amelyeket a BKV Kelenföldi garázsa állított ki. Amikor a BKV az első vonalakat alvállalkozóknak adta át üzemeltetésre, a 41-es is köztük volt. Ebben az időszakban a BKV alvállalkozója, a VT-Transman Kft. Ikarus 263-asokat közlekedtetett a vonalon. A buszok a BKV-nál alkalmazott 200-asoktól kismértékben eltértek: a vezetőfülke orosz rendszerű volt (a fülke az első ajtó jobb ajtószárnyából nyílt), valamint 6 sebességes ZF kézi váltóval rendelkeztek. Megszűnése előtt MAN SL 223-as és Alfa Localo buszok jártak a vonalon.

## Útvonala
| Budafok, Vincellér út felé | Kosztolányi Dezső tér felé |
| --- | --- |
| Kosztolányi Dezső tér vá. – Bocskai út – Karolina út – Hamzsabégi út – Ajnácskő utca – Budaörsi út – aluljáró – Menyecske utca – Neszmélyi út – Péterhegyi út – Egérút – Csákvár utca – Bazsalikom utca – Torma utca – Péterhegyi út – Horogszegi határsor – Vöröskúti határsor – Tordai út – Tegzes utca – Hittérítő út – Budafok, Vincellér út vá. | Budafok, Vincellér út vá. – Hittérítő út – Tegzes utca – Tordai út – Vöröskúti határsor – Horogszegi határsor – Péterhegyi út – Alabástrom utca – Bazsalikom utca – Kecskeméti József utca – Duránci utca – Gépész utca – Bazsalikom utca – Csákvár utca – Egérút – Péterhegyi út – Neszmélyi út – Menyecske utca – Balatoni út – Budaörsi út – Ajnácskő utca – Hamzsabégi út – Bartók Béla út – Kosztolányi Dezső tér vá. |

## Megállóhelyei
Az átszállási kapcsolatok között az azonos útvonalon közlekedő 250-es busz nincsen feltüntetve.
| 0  | Kosztolányi Dezső tér végállomás                                | 20 | 7, 7E, 14, 40E, 41, 47-49V, 53, 86, 87, 87A, 114, 149V, 153, 172E, 173, 173E, 187, 188E, 212, 240E, 272 19 |
| 1  | Kosztolányi Dezső tér                                           | ∫  | 7, 7E, 14, 40E, 41, 47-49V, 53, 86, 87, 87A, 114, 149V, 153, 172E, 173, 173E, 187, 188E, 212, 240E, 272 19 |
| 2  | Vincellér utca                                                  | ∫  | 53, 86, 153, 212, 272                                                                                      |
| ∫  | Bartók Béla út                                                  | 18 | 7, 14, 47-49V, 87, 87A, 114, 173, 187 19                                                                   |
| 5  | Kelenföldi autóbuszgarázs                                       | 17 | 87, 87A, 187                                                                                               |
| 6  | Hungária Biztosító                                              | 16 | 87, 87A, 187                                                                                               |
| 7  | Dayka Gábor utca                                                | 14 | 40, 40E, 53, 87, 87A, 139, 153, 172E, 188E, 239, 272                                                       |
| 8  | Sasadi út                                                       | 13 | 40, 41, 53, 87, 87A, 139, 153, 239, 240E, 272                                                              |
| 10 | Kérő utca                                                       | 12 | 41 |
| 11 | Neszmélyi út (Őrmező) (↓) Őrmezői lakótelep, Menyecske utca (↑) | 11 | 41 |
| 12 | Péterhegyi út (↓) Neszmélyi út (↑)                              | 10 | |
| 13 | Őrmezei út                                                      | 9  | |
| 14 | Bazsalikom utca (↓) Gépész utca (↑)                             | 8  | 141 |
| ∫  | Duránci utca                                                    | 7  | 141 |
| ∫  | Kecskeméti József utca                                          | 7  | 141 |
| 15 | Torma utca                                                      | 6  | 141 |
| 16 | Husáng utca (↓) Alabástrom utca (↑)                             | 6  | |
| 18 | Péterhegyi köz (↓) Olajfa utca (↑)                              | 5  | |
| 19 | Kápolna út                                                      | 4  | |
| 20 | Ady Endre út                                                    | 3  | 41 |
| 21 | Tordai út                                                       | 2  | |
| 22 | Hittérítő út (↓) Tegzes utca (↑)                                | 1  | |
| 24 | Budafok, Vincellér út végállomás                                | 0  | |